# Woiwodschaft Bydgoszcz (1975–1998)
Die Woiwodschaft Bydgoszcz war in den Jahren 1975 bis 1998 eine polnische Verwaltungseinheit, die im Zuge einer Verwaltungsreform in der heutigen Woiwodschaft Kujawien-Pommern aufging. Hauptstadt war Bydgoszcz.
Bedeutende Städte waren (Einwohnerzahlen von 1995):
- Bydgoszcz (385.000)
- Inowrocław (79.400)
- Chojnice (39.800)
- Świecie (27.000)

Siehe auch: Woiwodschaft Bydgoszcz